# Vice-président placé auprès du premier président de la cour d'appel
 (avril 2020).
Si vous disposez d'ouvrages ou d'articles de référence ou si vous connaissez des sites web de qualité traitant du thème abordé ici, merci de compléter l'article en donnant les références utiles à sa vérifiabilité et en les liant à la section « Notes et références ».
Le vice-président placé auprès du premier président de la cour d'appel, est, dans la magistrature française, un magistrat qui exerce les mêmes attributions que le juge placé auprès du premier président de la cour d'appel. Mais il s'agit d'un magistrat du premier grade, c'est-à-dire d'un rang hiérarchique supérieur, de la catégorie des vice-présidents du siège.
Il a donc vocation à effectuer des remplacements dans toutes les juridictions de sa cour d'appel ou à être affecté temporairement comme vice-président, éventuellement chargé des fonctions de juge de l'application des peines, de juge des enfants, de juge des contentieux de la protection ou de juge d'instruction.
Il peut également être affecté dans toutes les autres fonctions de son grade à la cour d'appel, dans un tribunal judiciaire.
Par défaut, il est, comme le juge placé, affecté dans le tribunal judiciaire du siège de la cour d'appel ou dans le tribunal judiciaire le plus important du département où siège la cour d'appel.
Il est soumis aux mêmes règles de durée d'exercice des fonctions que le juge placé auprès du premier président de la cour d'appel, ainsi qu'aux mêmes priorités de nomination dans une autre fonction.
Il ne semble donc disposer d'aucune priorité pour être nommé conseiller de cour d'appel.